# Bésán István
Dunaszekcsői Bésán István Jakab (Dunaszekcső, 1756. július 25.–Gic, 1826. november 19.), királyi tanácsos, Veszprém vármegye alispánja, földbirtokos.

## Élete
Az előkelő római katolikus nemesi származású dunaszekcsői Bésán család sarja. Apja dunaszecskői Bésán Imre (1726–1797), földbirtokos, anyja gyulai Gaál Jusztina. Az apai nagyszülei dunaszecskői Bésán Sándor (fl. 1732–1766), táblabíró, főszolgabíró, földbirtokos és Kacserius Borbála voltak. Az anyai nagyszülei gyulai Gaál Gábor (1690–1754), földbirtokos és garamveszelei Kazy Julianna (1696–1774) voltak. Elsőfokú unokatestvére anyja révén lovászi Jagasics András (1728–1786) Zala vármegye alispánja, táblabíró, földbirtokos, akinek a szülei Jagasics Ferenc, földbirtokos és gyulai Gaál Anna voltak. Bésán Istvánnak egy másik elsőfokú unokatestvére, Perczel József alispán és gyulai Gaál Katalin fia, bonyhádi Perczel Gábor (1736–1785), a völgységi járás főszolgabírója, földbirtokos volt.
Birtokaik Szekcső (Dunaszekcső), Puszta-Apáti, Tét és Puszta-Gic (Gic) környékén terültek el. A kilenc férfitestvér a birtok egyben maradása érdekében egyezséget kötött, amely szerint egyedül Károly nevű testvérük nősülhetett meg. Bésán István 1782-ben vette át apjától a gici birtok vezetését. Mint helyi birtokos a vármegyénél előbb tiszteletbeli jegyző, később főszolgabíró volt. Bésán István 1793-től Veszprém vármegye másodalispánja, 1810-től első alispánja, 1815-ben, 1820-ban újjáválasztották. Ezen tisztségről 1823 tavaszán mondott le Rába Boldizsár másodalispánnal és több vármegyei tisztségviselővel együtt, azt követően, hogy az 1821-es újoncozási és az 1822-es adóemelésről szóló királyi rendelettel Veszprém vármegyei közgyűlése vezetésükkel szembehelyezkedett.